# Anne Hjernøe
Anne Hjernøe (født 16. marts 1969) er uddannet indenfor socialpædagogik, journalistik, medier, retorik, kommunikation og formidling.
Anne Hjernøe har firmaet AnneMad hvor hun blandt andet arbejder som tv-vært og kogebogsforfatter. Hun har været vært på tv-serierne, Frilandshaven, AnneMad, AnneMad i Spanien, AnneMad i New York, AnneMad får gæster, Gud i gryden, Kanonføde og Anne & Anders. Anne Hjernøe har udgivet 26 bøger i alt, 23 bøger om mad og gastronomi, samt 3 børnebøger. 
Udover sit arbejde som tv-vært og forfatter afholder hun kurser på Læsø om Sundhed, kurser i Mad & vandring i Spanien, samt kurser i Marrakech hvor der er fokus på både krydderier og eventyr. Hun holder foredrag om Sundhed & trivsel, om det lange liv, om hvordan man holder sig stærk, let & mæt, om hvordan man får mere energi og livsglæde ind i hverdagen, samt om sit liv med tv-produktion. Derudover laver hun også workshops og arbejder som moderator 
Da Anne Hjernøe var i starten af tyverne boede hun 2 år i en regnskov i Latinamerika, hvor hun arbejdede som projektleder på et projekt, hvis fokus var at lette livet for det oprindelige folk, Guaymíerne. Projekterne skulle blandt andet gøre dem mere selvforsynende og sikre dem en vej ud af reservatet i regnskoven, i regntiden. Hun var med til at bygge en 100 m lang 3-tårnet hængebro over en flod, lave en historiebog på Spansk/Guaymíe, lave en planteskole med spiselige planter i regnskoven, med henblik på at gøre Guaymíerne selvforsynende, samt en have med medicinplanter ved den lokale Guaymíeskole. Anne Hjernøe har flere gange udtalt at de 2 år har været skelsættende for hendes måde at være i verden på. Samarbejdet med de forskellige ministerier i Costa Rica gav sammen med hårdt fysisk arbejde med udgravninger til hængebroen og en dagligdag blandt Guyamíerne, en indsigt hun ikke ville være foruden. I interviews har hun berettet at årene i regnskoven blandt den mest sårbare del af befolkningen i Costa Rica, har givet hende et udpræget red verden og retfærdigheds- gen, samt en lyst til at rejse, formidle og udveksle kulturer med folk fra hele verden. 
Hjemvendt fra Latinamerika søgte hun ind på seminariet, med henblik på efterfølgende at arbejde som Socialpædagog. Men ubehagelige oplevelser i forbindelse med praktikophold, som hun både overværede og selv var ude for, gjorde at hun efter endt uddannelse besluttede sig for, at uddanne sig til journalist, for på den måde at formidle om forholdene i stedet for.  
Anne Hjernøe er ambassadør for Red Barnet og for Økologisk Landsforening.

## Privat
Anne Hjernøe er opvokset i en kernefamilie i Højbjerg ved Århus. Hun gjorde oprør mod de gængse normer på privatskolen i Århus, med sine venstreorienterede holdninger, sin outrerede påklædning og hang til at besætte huse. Hun nægtede at gå i gymnasiet og brugte i stedet tiden på at læse de fag på enkeltfags HF der interesserede hende, på at arbejde, rejse, fotografere, lave mad og musik. Senere uddannede hun sig til socialpædagog og journalist og har i dag sit eget firma AnneMad.
Privat var Anne Hjernøe gift med forfatter, musiker, manuskriptforfatter og TV- instruktør/producent Jens Folmer Jepsen.
Sammen har de datteren Camille Hjernøe Jepsen, forperson i og grundlægger af Teaterkabinettet, .